# Elbow Lake (comté de Grant, Minnesota)
Pour les articles homonymes, voir Elbow Lake.
Pour la census-designated place située dans le même État, voir Elbow Lake, comté de Becker (Minnesota).
La ville américaine d’Elbow Lake est le siège du comté de Grant, dans l’État du Minnesota. Lors du recensement de 2010, sa population s’élevait à 1 176 habitants.

## Source
- (en) Cet article est partiellement ou en totalité issu de l’article de Wikipédia en anglais intitulé « Elbow Lake, Grant County, Minnesota » (voir la liste des auteurs).